# Хинове
Хинове (пол. Chynowie) — село в Польщі, у гміні Ґневіно Вейгеровського повіту Поморського воєводства.
Населення — 491 особа (2011).
У 1975-1998 роках село належало до Гданського воєводства.

## Демографія
Демографічна структура станом на 31 березня 2011 року:
|          | Загалом | Допрацездатний вік | Працездатний вік | Постпрацездатний вік |
| -------- | ------- | ------------------ | ---------------- | -------------------- |
| Чоловіки | 267     | 63                 | 184              | 20                   |
| Жінки    | 224     | 51                 | 132              | 41                   |
| Разом    | 491     | 114                | 316              | 61                   |